# Strielnikowo (wieś w Mordowii)
Strielnikowo (ros. Стрельниково) – wieś (sieło) w Rosji, w Mordowii, w rejonie atiurjewskim. W 2010 liczyła 271 mieszkańców.